# Plagiochila subbidentata
Plagiochila subbidentata là một loài rêu tản trong họ Plagiochilaceae. Loài này được Taylor miêu tả khoa học lần đầu tiên năm 1850.